# Trespasser
Jurassic Park: Trespasser (auch bekannt als Trespasser) ist ein auf der Jurassic-Park-Filmreihe von Steven Spielberg basierendes Computerspiel, das 1998 von Dreamworks Interactive für Windows-Computer veröffentlicht wurde.

## Handlung
Trespasser ist eine Anschlusserzählung zu Spielbergs Film The Lost World und sollte ursprünglich bereits 1997, kurz nach Kinostart, erscheinen. Technische Probleme verzögerten jedoch die Veröffentlichung um über ein Jahr. Am Ende des zweiten Teils trat John Hammond – Gründer von InGen – an die Öffentlichkeit und informierte sie über die Arbeiten und Ergebnisse seiner Forschung. Im Zuge dessen veröffentlichte er seine gesamten Memoiren, in denen er alle Details von „Site B“ bekanntgab. Hier setzt die Erzählung von Trespasser an.
Der Spieler übernimmt die Rolle einer jungen Frau namens Anne, die sich gerade auf Abenteuerurlaub in Costa Rica befindet und an einem Rundflug über die vor der Küste liegenden Inseln teilnimmt. Dabei kommt es zu Turbulenzen, das Flugzeug stürzt ab und Anne erwacht als einzige Überlebende am Strand von Isla Sorna – Ingens „Site B“. Ziel des Spiels ist es, mit Anne lebend von der Insel zu entkommen.
Nachdem Anne an einem sandigen Strand wieder zu sich kommt, durchstreift man als Spieler erstmal die nähere Umgebung, um einen Orientierungspunkt zu finden. Anhand diverser ruinenhafter Überreste von InGens ehemaliger Inselanlage, ist sich die Protagonisten relativ schnell im Klaren, wo sie sich befindet. Nach der ersten friedvollen Aussicht auf zwei pflanzenfressende Brachiosaurier taucht auch schon bald der erste Velociraptor auf. Anne flüchtet weiter ins Inselinnere und stößt auf immer ausgedehntere Täler, Hügel, Schluchten und Gebäudekomplexe. Im Laufe der acht Level arbeitet sich Anne vorbei an verschiedenen Dinosaurier-Spezies über Laboreinrichtungen, Staudämme und einen verlassenen Hafen bis zur Spitze des höchsten Berges von Isla Sorna voran.

## Spielprinzip
Der Spieler erlebt alle Ereignisse aus der Sicht von Anne (gesprochen im Original von Minnie Driver). Bis auf das Intro und die Schlusssequenz, gibt es keinerlei Cutscenes. Während des Abenteuers spricht Anne oftmals zu sich selbst, kommentiert Situationen oder erinnert sich an Hammonds Memoiren (gesprochen im Original von Richard Attenborough), die dann aus dem Off tönen. Es gibt keine Benutzeroberfläche mit Fadenkreuz oder Anzeigen für Munition und Gesundheitszustand. Hinweise auf Annes körperliche Verfassung liefert lediglich ihr Tattoo auf der linken Brust, das sich je nach Verletzungsgrad verändert. Den Munitionsstand kommentiert Anne immer akustisch. („Sieht aus wie die Hälfte.“, „Noch 10 Kugeln.“)
Auch wenn man sich hauptsächlich durch Außenareale bewegt, sind die Level dennoch linear und kann als Durchwandern eines breiteren Landschaftsstreifens bezeichnet werden. Hügel, Steilhänge, Wasser sowie unsichtbare Mauern verhindern, dass man von der vorgegebenen Route abkommt.
Die meiste Zeit ist man versucht, gefährliche Dinosaurier mit Schusswaffen zu bekämpfen, dazwischen gibt es immer wieder Rätseleinlagen, wie z. B. Schlüsselkarten finden oder Kisten umstapeln, um verschiedene Stellen im Spiel zu erreichen. Dazu verwendet man ihren rechten Arm, der mittels Maus in die 3D-Umgebung ausgestreckt werden kann und womit verschiedene Gegenstände, dank integrierter Physik-Engine, manipuliert werden können.

## Technik
Das Entwicklerteam machte bereits im Vorfeld mit dem Versprechen über fortgeschrittene technische Funktionen auf sich aufmerksam. Vor allem die technischen Schwierigkeiten führten dann jedoch zu Terminverschiebungen und in Kombination mit den hohen Kosten für die Lizenz drohte dem Projekt zwischenzeitlich bereits das Aus. Erst nach drastischen Kürzungen beim Funktionsumfang konnte mit letztendlich eineinhalb Jahren Verspätung abgeschlossen werden.

### Landschaft
Kaum ein anderes Spiel verwendete ähnlich ausgedehnte Außenareale und versuchte sie so realistisch wie möglich darzustellen. Ursprünglich war geplant, dass der Spieler die gesamte Insel ohne Unterteilung in verschiedene Levels erkunden sollte. Dazu wurde ein von Hand gefertigtes 3D-Modell der Insel per Laser eingescannt und in eine Computerlandschaft umgewandelt. Laut Entwicklern wollte man damit eine möglichst real erscheinende Topografie garantieren. Leistungsprobleme zwangen letztendlich die Programmierer dazu, das Konzept der gesamten Insel aufzugeben und stattdessen wie üblich in einzelne Abschnitte zu unterteilen.

### Grafik
Um Rechenzeit zu sparen, werden weiter entfernte Objekte als 2D-Sprites vorgerendert und erst bei Annäherung durch 3D-Objekte ersetzt. Der Renderer verwendet Depth Sorting um das Sichtbarkeitsproblem zu lösen. Schlussendlich wird mit Bump Mapping und Shadow Mapping die gesamte Szene rasterisiert.

### Physik
Einzigartig war auch die Implementation einer Physik-Engine in die Spielwelt. Sämtliche Objekte besaßen unterschiedliche Parameter zur mehr oder weniger korrekten physikalischen Interaktion. Steine, Hölzer, Kisten, Pistolen und zahlreiche weitere Elemente konnten umgestoßen oder geworfen werden, kullerten Abhänge hinunter oder ließen sich übereinanderstapeln. Die Engine verwendete allerdings ein sogenanntes „Box-System“ welches jedem Objekt einen unsichtbaren Quader umschrieb, der sich so lange von dem umgebenden Quader eines anderen Objektes abstieß, bis es keine Berührung mehr gab. Diese Technik führte dazu, dass des Öfteren Kisten nicht zur Ruhe kamen, da sie sich permanent voneinander abstießen und es konnte auch vorkommen, dass Objekte sich ineinander verhakten und nicht mehr getrennt werden konnten. Häufig war allein durch die Spielfiguren nicht mehr genug Rechenzeit vorhanden, um weitere Objekte zu simulieren.

### Sound
Das Real-Time-Foley Audiosystem mischt Geräusche in Echtzeit, abhängig davon, wie Töne erzeugt werden. Hält der Spieler etwa einen Metallstab in den Händen und schlägt damit auf Beton, wird aus den Parametern für Metall und Beton der entsprechende Sound erzeugt. Ganz anders klingt es, wenn man mit dem Stab auf Holz oder den Boden schlägt. Auch wenn man Kisten über den Boden schiebt, ist das Kratzgeräusch aus dem physikalischen Schieben über den Boden berechnet.

### Künstliche Intelligenz
Ursprünglich sollte Trespasser eine ausgeklügelte künstliche Intelligenz besitzen, um die Dinosaurier so glaubhaft und realistisch wie möglich in ihrem Verhalten zu erleben.
Es wurden verschiedene Triebe bzw. Bedürfnisse erarbeitet, die eine entsprechende Emotion hervorriefen. So gab es Parameter für Hunger, Durst, Angst, Neugier, Aggression etc. und die Kombination der einzelnen Punkte rief eine Reaktion hervor.
In der Praxis erwies sich dies als problematisch, denn in der Testphase tendierten die Dinosaurier zu großen Gemütsschwankungen, von Hunger zu Müdigkeit zu Aggression und schließlich führte es in den meisten Fällen zum absoluten Verhaltens-Stillstand.
Letztlich wurden alle Parameter auf null gesetzt und lediglich Aggression auf dem Maximalwert gelassen. Damit konnte das Gemütsproblem behoben werden, jedoch ist nicht mehr wirklich von künstlicher Intelligenz die Rede.

### Animationen
Die meisten PC-Spiele verwenden Animationen, also vorgefertigte Bewegungsabläufe, die im entsprechenden Moment dargestellt werden, um den Spielfiguren die Bewegung in der Spielwelt zu ermöglichen. Ein häufiger Effekt, der hierbei beobachtet werden kann, ist, dass die einzelnen Animationsschleifen nicht flüssig ineinander übergehen.
Trespasser verwendete keine voreingestellten Bewegungsabläufe, sondern inverse Kinematik. Die Dinosaurier besitzen ein Skelett und aus der Physik-Engine und der Künstlichen Intelligenz resultiert eine Bewegung, die in Echtzeit berechnet wird. So konnte es vorkommen, dass Dinosaurier über Kisten stolperten oder an Ecken mit den Füßen hängen blieben.

## Rezeption
Die Grafik wirkte bereits veraltet, erforderte aber dennoch leistungsfähige Hardware. Trespasser wirke mehr wie ein Virtuelle-Realität-Experiment, der typische Spielcharakter fehle. Das Umschalten der Texturqualitäten je nach Entfernung sei enorm störend. Die Dinosaurier seien nett animiert, agierten jedoch ohne jeglichen künstlichen Instinkt. Das ungeheure Potenzial beim Einsatz der Physik und der offenen Spielwelt wurde letztendlich durch zahlreiche Programmfehler, dem seltsamen Verhalten der KI und der hakeligen Steuerung nicht genutzt. Die Grafik-Engine sei unzeitgemäß. Dafür sei die Atmosphäre dicht und die Rätsel gut gelungen.
Die Verkaufszahlen betrugen lediglich 50.000 Kopien, das Spiel gilt bei Kritikern wie auch kommerziell als Fehlschlag. Produzent Seamus Blackley wechselte nach dem Misserfolg des Spiels zu Microsoft, wo er die Spielkonsole Xbox entwickelte.
Trotz der negativen Kritiken der Presse und der mäßigen Verkaufszahlen entstand um Trespasser eine aktive Community. Community-Mitglieder entwickelten sowohl einen Level-Editor für Trespasser, mit dem man bestehende Level beliebig modifizieren kann, als auch einige inoffizielle Patches, diese versuchen verbliebene Bugs und technische Unzulänglichkeiten zu beheben. Der Community gelang es auch an den originalen Quelltext von Trespasser zu gelangen. 2014 wurde mit dem verfügbaren Quelltext eine retrospektive Quelltextanalyse durchgeführt.